# ASKA SYMPHONIC CONCERT TOUR 2008 "SCENE"
『ASKA SYMPHONIC CONCERT TOUR 2008 "SCENE"』（アスカ・シンフォニック・コンサート・ツアー・2008・シーン）は、ASKAの映像作品。2009年2月25日にDVDで発売され、2012年5月23日にBlu-rayで発売された。発売元はユニバーサルミュージック。

## 解説
2008年4月26日から11月23日にかけ、シンガポールを皮切りに、タイ、中国、そして日本で全14公演を行ったコンサートツアー『ASKA SYMPHONIC CONCERT TOUR 2008 "SCENE"』の模様が収録されている。
本作の発売に先駆けて、シンガポール公演の模様を収録したライブ・アルバム『ASKA SYMPHONIC CONCERT TOUR 2008 "SCENE" at The Bay (Singapore)』が、iTunes Storeにて配信限定でリリースされていた。

## 収録曲
1. prelude
2. birth
作詞：ASKA・松井五郎　作曲：ASKA
3. Girl
作詞・作曲：ASKA
4. 迷宮のReplicant
作詞・作曲：ASKA
5. はじまりはいつも雨
作詞・作曲：ASKA
6. good time
作詞・作曲：ASKA
7. 抱き合いし恋人
作詞：ASKA・松井五郎　作曲：ASKA
8. 君の好きだった歌へのプロローグ
作曲：ASKA・服部隆之
9. 背中で聞こえるユーモレスク
作詞：ASKA・松井五郎　作曲：ASKA
10. 帰宅
作詞・作曲：ASKA
11. next door
作詞・作曲：ASKA
12. 蘇州夜曲
作詞：西條八十　作曲：服部良一
13. C-46
作詞・作曲：ASKA
DVDではここでDISC 1が終了。
14. 心に花の咲く方へ
作詞・作曲：ASKA
DVDではここからがDISC 2となる。
15. UNI-VERSE
作詞・作曲：ASKA
16. 僕はこの瞳で嘘をつく
作詞・作曲：ASKA
17. 月が近づけば少しはましだろう
作詞・作曲：ASKA
18. けれど空は青 〜close friend〜
作詞・作曲：ASKA
19. PLEASE
作詞・作曲：ASKA
20. 伝わりますか
作詞・作曲：ASKA
21. 君が愛を語れ
作詞・作曲：ASKA